# Stazione di Genova Sampierdarena
La stazione di Genova Sampierdarena è una stazione ferroviaria situata nell'omonimo quartiere, in piazza Montano, ed è la terza stazione cittadina in ordine di importanza dopo quelle di Genova Piazza Principe e di Genova Brignole.

## Storia
La stazione, in origine denominata "San Pier d'Arena", entrò in servizio all'attivazione del tronco ferroviario da Busalla a Genova, avvenuto il 18 dicembre 1853.
Fu poi ampliata con la realizzazione della linea Asti-Genova e della linea Genova-Savona della quale è anche stazione di diramazione.
Nel 1926, in conseguenza dell'aggregazione a Genova dei comuni limitrofi, la stazione – che nel frattempo era stata ribattezzata "Sampierdarena" – assunse la nuova denominazione di "Genova Sampierdarena".
Dal 27 maggio 1962 la stazione fu parzialmente decongestionata, grazie all'attivazione del collegamento diretto (via Granarolo, comprendente l'omonima galleria) fra la ferrovia succursale dei Giovi e la stazione di Genova Piazza Principe.
Nell'ambito della periodica manutenzione del fabbricato, nel 2012 furono avviati alcuni lavori a cura di Centostazioni.

## Strutture e impianti

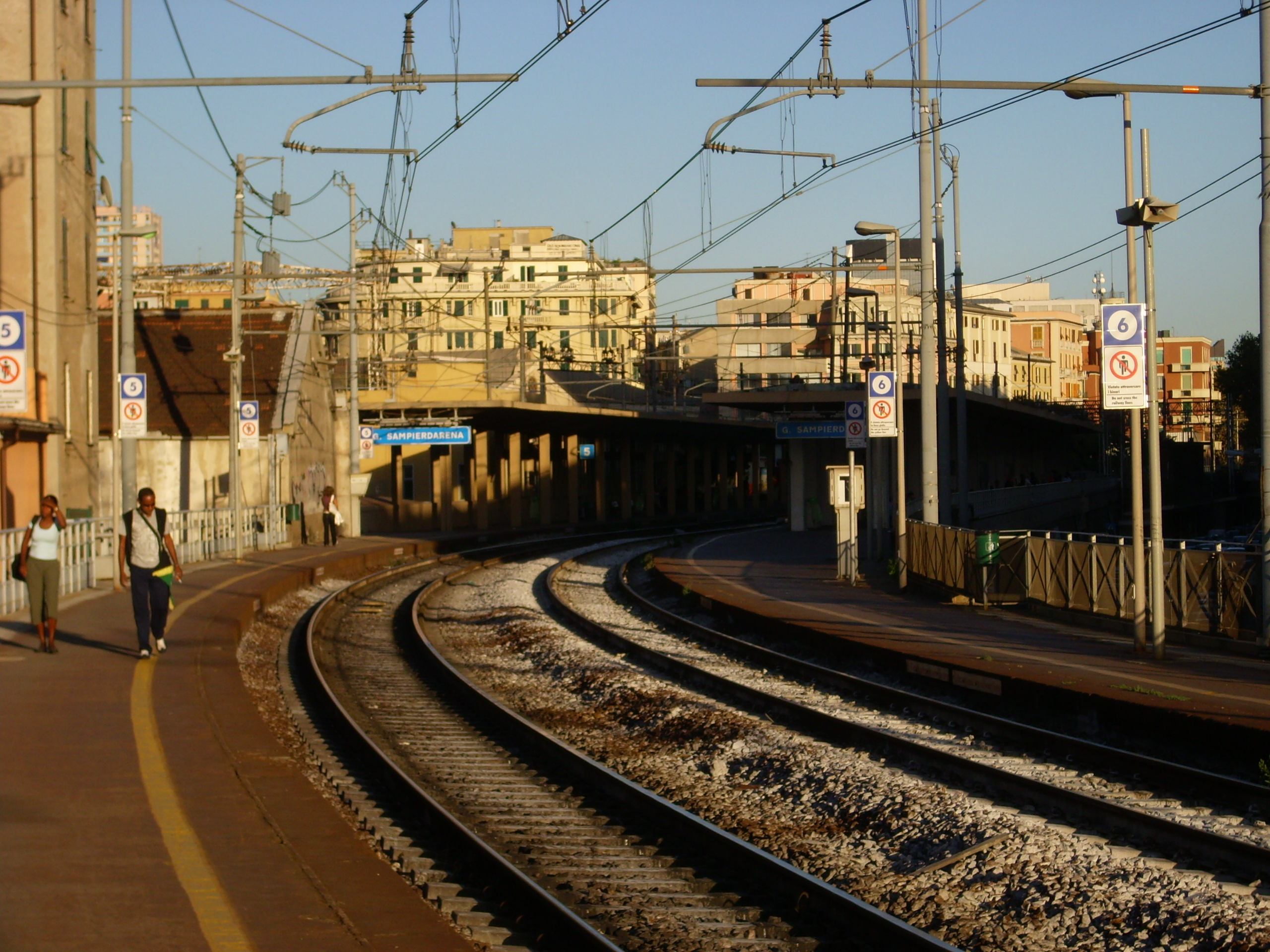
I binari 5 e 6, fotografati dalla scala di accesso alla zona della Fiumara

La stazione dispone di sei binari destinati al traffico viaggiatori. I primi quattro, posizionati in direzione Nord, servono le tre linee di valico, mentre il 5 e il 6, paralleli alla costa, servono la linea per La Spezia e Ventimiglia. Lungo i binari 5 e 6 sono presenti due accessi che la collegano direttamente con il parco della nuova zona della Fiumara. Gli altri accessi si trovano in piazza Nicolò Montano (punto di interscambio con numerose linee di autobus), via Paolo Reti e via Stefano Dondero.
Collegato direttamente con il porto mercantile e la stazione ferroviaria portuale di Genova Marittima Bacino tramite la linea sommergibile, Sampierdarena Smistamento è composta da tre parchi merci distinti:
- Forni;
- Polcevera;
- Piazza d'armi (in disuso).

Lo scalo fungeva anche da stazione di uscita del Deposito locomotive di Genova Rivarolo situato poco più a nord, Ormai dismesso dal 30 Dicembre 2016
Completa gli impianti di stazione il binario denominato "via curva", che consente il collegamento diretto da nord con la ferrovia Genova-Ventimiglia, evitando i binari a servizio dei viaggiatori.

### Accessibilità
La stazione è dotata complessivamente di sei binari a servizio dei viaggiatori con relative banchine.
La stazione è dotata dei seguenti servizi per l'accessibilità:
- Percorso senza barriere (in piano e/o con rampa) fino al binario: 1;
- Servizi igienici accessibili;
- Presenza di sistemi di informazione al pubblico sonori;
- Presenza di sistemi di informazione al pubblico visivi;
- Presenza di parcheggi con posti riservati.

## Movimento
Genova Sampierdarena è servita da collegamenti regionali svolti da Trenitalia nell'ambito del contratto di servizio stipulato con la Regione Liguria, la maggior parte dei quali ricadenti nel servizio ferroviario urbano di Genova. Nella fattispecie vi sono un treno ogni 15 minuti circa sulla linea litoranea tra le stazioni di Genova Voltri e Genova Nervi, uno ogni ora lungo la linea lenta dei Giovi verso Arquata Scrivia e Novi Ligure (con tariffa urbana fino a Genova Pontedecimo) e uno ogni ora lungo la relazione Genova-Ovada-Acqui Terme (con tariffa urbana fino a Genova Acquasanta). Tra le stazioni di Genova Sampierdarena e Genova Brignole transita un treno ogni 7/8 minuti circa, in virtù del fatto che i treni diretti e provenienti per/da le linee dell'entroterra appena citate hanno il loro capolinea a Genova Brignole e si staccano dalla linea litoranea proprio a Sampierdarena.
L'impianto vede un flusso annuo di circa 7 000 000 di passeggeri.
L'adiacente scalo di Sampierdarena Smistamento è il centro di riferimento del traffico merci genovese.

## Servizi
La gestione è affidata a Rete Ferroviaria Italiana, che classifica l'impianto all'interno della categoria gold.
La stazione dispone dei seguenti servizi:
- Biglietteria a sportello
- Biglietteria automatica
- Posto di Polizia Ferroviaria
- Sala d'attesa
- Self Bar
- Servizi igienici
- Tavola calda
- Edicola
- Area commerciale

## Interscambi
La stazione è servita da molteplici linee automobilistiche gestite da AMT.
- Fermata autobus